# Conversieratio-optimalisatie

Een verkoper wil het conversiepercentage verhogen vanaf het moment dat een advertentie gezien wordt.

Bij Conversie Optimalisatie is het het doel om het conversiepercentage te verhogen. Het conversiepercentage betekent hoeveel procent van het aantal website bezoekers daadwerkelijk iets koopt of de gewenste actie op de website uitvoert.

## Geschiedenis
Conversie-optimalisatie (of website-optimalisatie) is ontstaan uit de behoefte van e-commerce marketeers om de prestaties van hun website te verbeteren in de nasleep van de Internetzeepbel, toen technologiebedrijven zich meer bewust werden van hun uitgaven en meer investeerden in website-analyse. Toen het maken van websites toegankelijker werd, werden er veel websites gemaakt die niet gebruikersvriendelijk waren. Toen in het begin van de jaren 2000 de concurrentie op het web toenam, er website-analysetools beschikbaar werden gemaakt en het bewustzijn van de bruikbaarheid van de website groeide, werden internetmarketeers ertoe aangezet de gebruikerservaring van hun website te verbeteren .

## Methodologie
Door methodisch alternatieve versies van een pagina of processen te testen, kunnen bedrijven meer leads of verkopen genereren zonder meer geld te investeren in websiteverkeer, waardoor hun marketingrendement en algehele winstgevendheid toenemen.
Er zijn verschillende benaderingen voor conversie-optimalisatie met twee hoofdstromingen die de afgelopen jaren de overhand hebben gehad. De ene groep is meer gericht op testen om te ontdekken wat de beste manier is om de conversiepercentages van websites te verhogen. De andere groep is meer gericht op de pre testfase van het optimalisatieproces. In deze tweede benadering wordt er eerst een aanzienlijke hoeveelheid tijd geïnvesteerd in het begrijpen van het publiek en in het creëren van een gerichte boodschap die dat specifieke publiek aanspreekt. Daarna worden pas testmechanismen ingezet om het conversiepercentage te verhogen.

## Berekening van het conversiepercentage
Een conversiepercentage is het percentage bezoekers dat een doel voltooit, zoals ingesteld door de site-eigenaar. Het wordt berekend door het totale aantal conversies te delen door het totale aantal mensen dat uw website heeft bezocht.
Bijvoorbeeld: Uw website ontvangt 100 bezoekers op een dag en 15 bezoekers melden zich aan voor uw e-mailnieuwsbrief (de door u gekozen conversie). Uw conversieratio zou voor die dag 15% zijn.